# Alire Raffeneau-Delile
Alire Raffeneau-Delile (Alyre Raffeneau Delile), född 23 januari 1778 i Versailles, död 5 juli 1850 i Montpellier , var en fransk läkare och botaniker. Som författare citeras han Delile, som botanisk auktor Del.
Delile började sin bana som praktiserande läkare, men vände ganska snart intresset mot botanik. Han blev av Napoleon Bonaparte uttagen att medfölja franska arméns kombinerade militära och kulturella expedition till Egypten 1798—1801. Han utforskade Egyptens flora, särskilt familjerna Papyrus och Lotus, och ordnade en botanisk trädgård vid den villa i Kairo där han bodde, och odlade där en del av insamlade växter.
Delile klassificerade 27 algarter från Medelhavet och 5 från Röda havet.
Bland de arter Delile beskrivit kan nämnas:
- Ulva fasciala
- Fucus taxiformis (synonym Asparagopsis taxiformis (Del) Trevisian
- Fucus nayadiformis (synonym Acanthophora nayadiformis (Del) Papenfuss
- Fucus cyanospermus (synonym Chondrophycus papillosus (C Agardh) Garbary & J T Harper
- Fucus antennulatus (synonym Cystoceira myrica (S G Gmel) C Agardh
- Fucus tetragonus, nom illeg (Sargassum dentifolium (Turner) C Agardh

Delile var med om att göra en avgjutning i svavel av inskriptionerna på Rosette-stenen, som reproducerades i verket Description de l'Egypte (Beskrivning av Egypten).
Vid denna tid låg Frankrike i krig med England, och vid slaget vid Nilen (även känt som slaget vid Aboukirbukten) 1798 blev den franska flottan i grunden slagen av den engelska. Detta blev början till slutet på fransmännens vistelse i Egypten.
Brittiska trupper intog Kairo, och Delile deltog i striderna. Britterna blockerade Egypten, men 1801 lyckades Delile med hjälp av en muslimsk vän under stora strapatser ta sig till kusten med större delen av sina herbarier och även en del levande växter och ta sig ombord på ett fartyg. På öppna havet uppbringades emellertid fartyget, och samlingarna konfiskerades med hänvisning till artikel XVI angående "konstföremål" i kapitulationsakten för Alexandria. Herbarierna och de levande växterna skulle alltså anses vara konstföremål. Delile vägrade släppa ifrån sig samlingarna och sade att han i värsta fall måste följa med dem till London. Den brittiska befälhavande amiralen bevekades och släppte samlingarna, som sålunda till slut kunde föras till Frankrike.
Väl hemkommen till Frankrike i november 1801 fullbordade Delile en egyptisk flora, som blev klar 1809. En andra upplaga utkom 1824.
Delile blev expert på:
- alger
- bryophyta
- mycologica (svampar)
- pteridphyta
- spermatophyta

och publicerade åtskilliga uppsatser inom dessa områden.
Som exempel kan nämnas:
- Observations sur les Lotus d'Egypte. (Anteckningar om Egyptens lotusblommor)
- Bioluminiscence du champignon Agaricus olearius DC (Bioluminiscens hos svampen Agaricus olearius)

Med dessa meriter kandiderade Delile för en professur i botanik vid medicinska fakulteten vid universitetet i Montpellier, men blev förbigången. Han tröttnade då på botaniken, och återgick till läkaryrket.
Napoleon var så nöjd med Deliles insatser i Egypten att han föreslog honom som handelsattaché i North Carolina, USA. Delile ville vid det laget börja med något nytt, antog erbjudandet och inrättade sig i huvudorten Wilmington. Han avbröt uppdraget 1806 och flyttade till Philadelphia i Pennsylvania, där han återupptog läkaryrket och fortsatte medicinska studier. 1807 i maj doktorerade han på en avhandling om tuberkulos.
Delile återvände så småningom till Frankrike och fick 1819 en professur i medicinsk naturalhistoria vid universitet i Montpellier, vilken befattning han innehade till sin död.
För sina värdefulla botaniska insatser har Delile hedrats med följande växtnamn:
- Delilia Sprengel 1823 (tillhör familjen Asteracaea)
- Lilaea Bonplaud 1808 (tillhör familjen Juncaginaceae)
- Raffenaldia Godron (tillhör familjen Brassicaceae)